# 亀山ジャンクション
亀山ジャンクション（かめやまジャンクション）は、三重県亀山市辺法寺町にある東名阪自動車道と新名神高速道路亀山連絡路、鈴鹿亀山道路（事業中）のジャンクションである。

## 概要
滋賀県と三重県を結ぶ新名神高速道路の三重県側の入り口にあたる。
新名神高速道路上り線→東名阪自動車道上り線は、渋滞の発生原因ともなりうる急な合流を避けるため、約2 km先（旧鈴鹿本線料金所跡地付近）まで合流車線を直進する喚起の標識を設置している。渋滞対策としては他に、簡易LED渋滞情報板を設置したりもされている。
新名神高速道路と東名阪自動車道名古屋方面の相互のランプ（亀山A・Dランプ）は各2車線ずつの運用になっている。

## 歴史
- 2008年（平成20年）2月23日：新名神高速道路・亀山JCT - 草津田上IC間開通に伴い、供用開始[2]。

## 接続する道路
- E23 東名阪自動車道
- E1A 新名神高速道路（亀山連絡路）
- 国道306号鈴鹿亀山道路（予定）

## ギャラリー

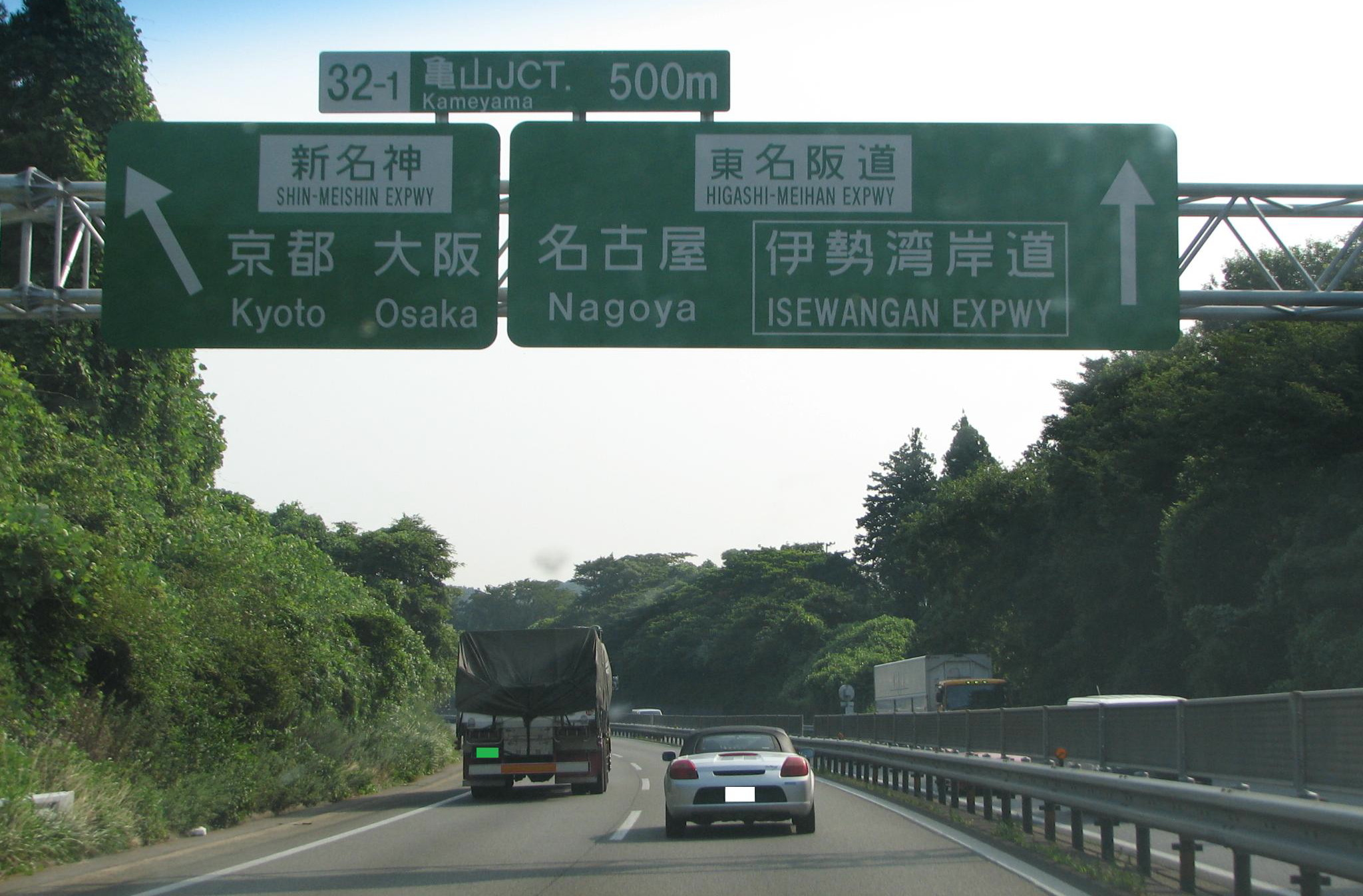
名古屋方面案内板
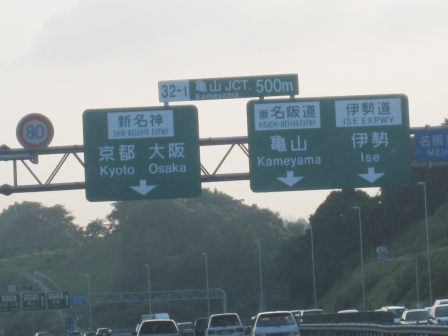
伊勢方面案内板
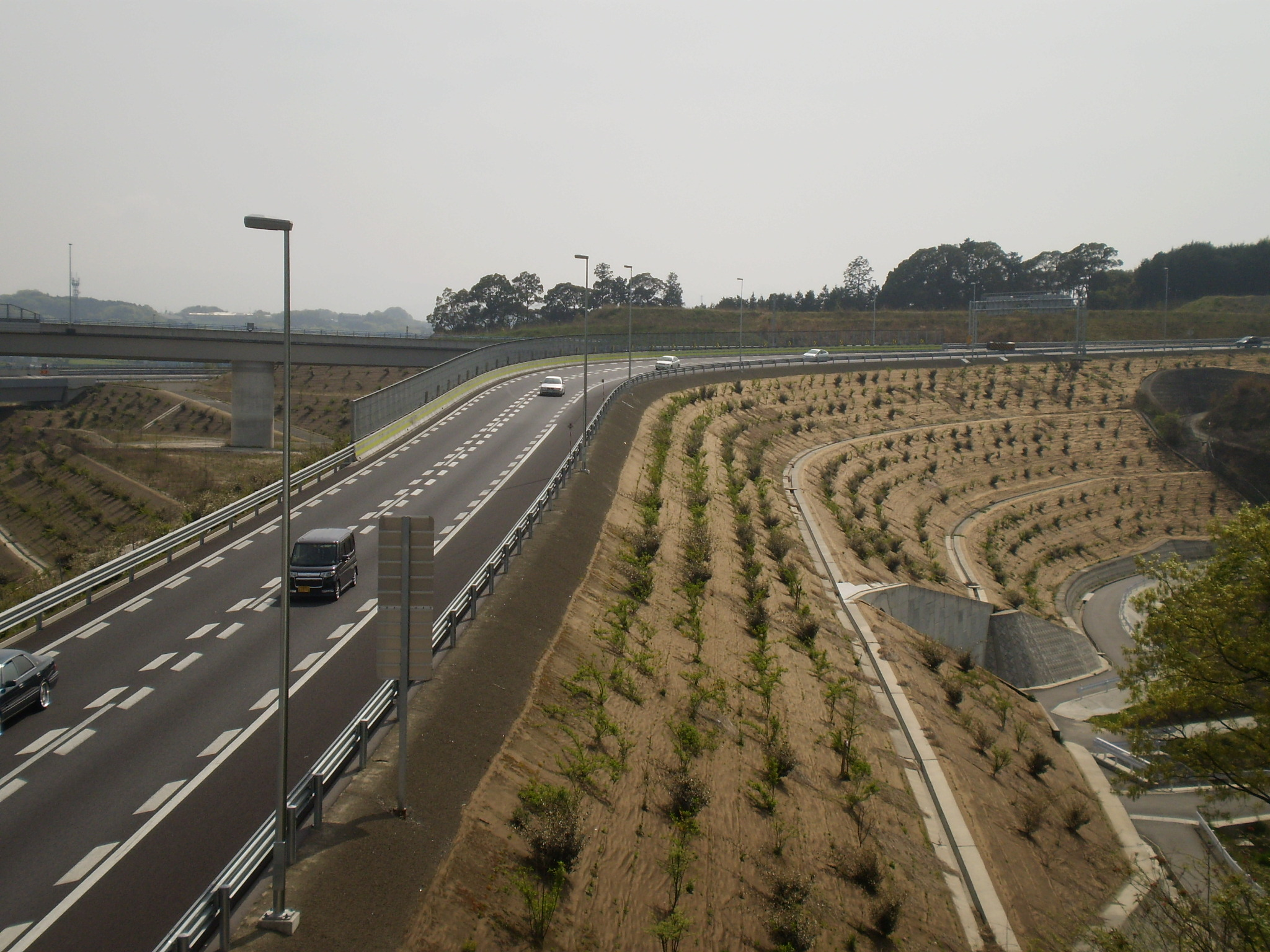
走行に注意を要するAランプ
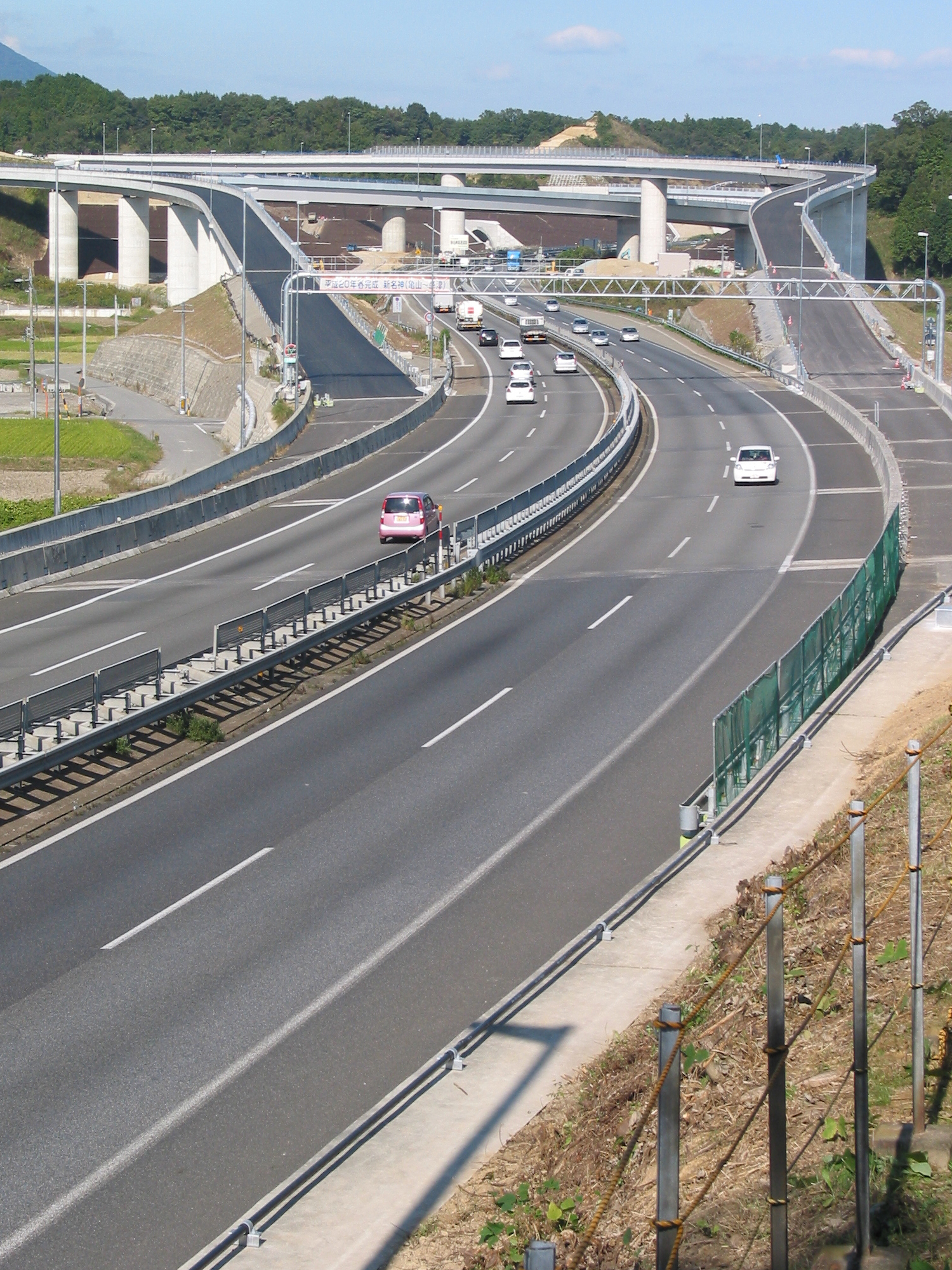
建設中のJCT（上り線方面）

## 隣
E23 東名阪自動車道
(31) 四日市IC - (32) 鈴鹿IC - (32-1) 亀山JCT - (32-2) 亀山PA/スマートIC - (33) 亀山IC
E1A 新名神高速道路（亀山連絡路）
(32-1) 亀山JCT - (3) 亀山西JCT
鈴鹿亀山道路
亀山JCT - 川崎下庄線IC（仮称、予定）